# Tristichium apodum
Tristichium apodum är en bladmossart som beskrevs av H. Crum 1984. Tristichium apodum ingår i släktet Tristichium och familjen Ditrichaceae. Inga underarter finns listade i Catalogue of Life.